# パブロ・ホイテ
- バプロ・フエテ
- パブロ・ウエテ

パブロ・ホイテ・シブラリオ（Pablo Huete Cibrario、1989年3月26日 - ）は、スーペル・ラグビー・アメリカス、セルクナムに所属するラグビーユニオン選手。

## プロフィール
- チリ出身[1]。
- ポジションはロック(LO)。
- 身長 199cm、体重 107kg
- チリ代表キャップは30（2025年2月現在）でラグビーワールドカップ2023のチリ代表に選ばれた[2]。

## 略歴
タスマン、ポー、RCマシー、バイヨンヌ、ソヨー・アングレームXVシャラントを経て、2023年、セルクナムに加入。